# Veikko Karvonen

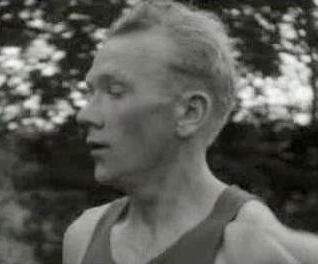
Veikko Karvonen im Jahr 1951

Veikko Leo Karvonen (* 5. Januar 1926 in Sakkola, Finnland, heute Gromowo, Russland; † 1. August 2007 in Turku) war ein finnischer Marathonläufer, der seine großen Erfolge in den 1950er Jahren erzielte.
Bei den Olympischen Spielen 1956 in Melbourne gewann er die Bronzemedaille im Marathonlauf.
Zwischen 1950 und 1955 verbesserte er siebenmal den finnischen Landesrekord im Marathonlauf.

## Erfolge
- Leichtathletik-Europameisterschaften 1950: 2. Platz (2:32:45 h) im Marathonlauf
- Leichtathletik-Europameisterschaften 1954: 1. Platz (2:24:52 h) im Marathonlauf
- Boston-Marathon 1954: 1. Platz (2:20:39 h)
- Fukuoka-Marathon 1955: 1. Platz (2:23:16 h)
- Olympische Spiele 1956: 3. Platz (2:27:47 h) im Marathonlauf